# Prasinocyma anomoea
Prasinocyma anomoea là một loài bướm đêm trong họ Geometridae.